# Campeonato de Apertura de la Segunda División de Chile 1982
El Campeonato de Apertura de la Segunda División de Chile 1982 de la Segunda División de Chile, correspondiente a la temporada 1982.
Su organización estuvo a cargo de la Asociación Central de Fútbol (ACF) y contó con la participación de 22 equipos.
El campeón fue Everton de Viña del Mar, que, por un marcador en el partido de definición de 2 - 0 ante Deportes Colchagua en la final, se adjudicó su primer título del Campeonato de Apertura de la Segunda División de Chile.

## Equipos participantes
| Equipo                                                                           | Ciudad       |
| -------------------------------------------------------------------------------- | ------------ |
| Cobresal                                                                         | El Salvador  |
| Coquimbo Unido                                                                   | Coquimbo     |
| Archivo:600px 600px bisection vertical White HEX-0033CC.svg Deportes Antofagasta | Antofagasta  |
| Deportes Colchagua                                                               | San Fernando |
| Deportes Concepción                                                              | Concepción   |
| Deportes Linares                                                                 | Linares      |
| Deportes Ovalle                                                                  | Ovalle       |
| Everton                                                                          | Viña del Mar |
| Fernández Vial                                                                   | Concepción   |
| Green Cross Temuco                                                               | Temuco       |
| Huachipato                                                                       | Talcahuano   |
| Iberia                                                                           | Los Ángeles  |
| Lota Schwager                                                                    | Coronel      |
| Malleco Unido                                                                    | Angol        |
| Ñublense                                                                         | Chillán      |
| San Antonio Unido                                                                | San Antonio  |
| San Luis                                                                         | Quillota     |
| Santiago Wanderers                                                               | Valparaíso   |
| Talagante Ferro                                                                  | Talagante    |
| Trasandino                                                                       | Los Andes    |
| Unión La Calera                                                                  | La Calera    |
| Unión San Felipe                                                                 | San Felipe   |

## Primera Fase
Los 22 equipos se dividieron en cuatro grupos de 5 y 6 equipos, debiendo jugar todos contra todos en dos ruedas. Los dos primeros de cada grupo clasificaron a los cuartos de final.

### Grupo 1
| Pos | Equipo               | PJ | PG | PE | PP | GF | GC | Dif | Pts |
| --- | -------------------- | -- | -- | -- | -- | -- | -- | --- | --- |
| 1   | Deportes Antofagasta | 8  | 5  | 1  | 2  | 13 | 7  | +6  | 11  |
| 2   | Cobresal             | 8  | 4  | 2  | 2  | 15 | 11 | +4  | 10  |
| 3   | Coquimbo Unido       | 8  | 2  | 3  | 3  | 8  | 9  | -1  | 7   |
| 4   | Deportes Ovalle      | 8  | 1  | 4  | 3  | 5  | 9  | -4  | 6   |
| 5   | San Antonio Unido    | 8  | 1  | 4  | 3  | 8  | 13 | -5  | 5   |

### Grupo 2
| Pos | Equipo             | PJ | PG | PE | PP | GF | GC | Dif | Pts |
| --- | ------------------ | -- | -- | -- | -- | -- | -- | --- | --- |
| 1   | Lota Schwager      | 8  | 4  | 3  | 1  | 12 | 9  | +3  | 10  |
| 2   | Malleco Unido      | 8  | 3  | 4  | 1  | 13 | 9  | +4  | 9   |
| 3   | Huachipato         | 8  | 3  | 2  | 3  | 14 | 10 | +4  | 8   |
| 4   | Green Cross Temuco | 8  | 2  | 3  | 3  | 6  | 10 | -4  | 5   |
| 5   | Iberia             | 8  | 1  | 2  | 5  | 6  | 13 | -7  | 3   |

### Grupo 3
| Pos | Equipo               | PJ | PG | PE | PP | GF | GC | Dif | Pts |
| --- | -------------------- | -- | -- | -- | -- | -- | -- | --- | --- |
| 1   | Trasandino           | 10 | 3  | 6  | 1  | 22 | 16 | +6  | 15  |
| 2   | Everton              | 10 | 5  | 3  | 2  | 20 | 16 | +4  | 14  |
| 3   | Unión La Calera      | 10 | 5  | 3  | 2  | 14 | 10 | +4  | 13  |
| 4   | Santiago Wanderers   | 10 | 3  | 4  | 3  | 12 | 11 | +1  | 9   |
| 5   | San Luis de Quillota | 10 | 3  | 3  | 4  | 14 | 15 | -1  | 9   |
| 6   | Unión San Felipe     | 10 | 0  | 3  | 7  | 10 | 24 | -14 | 3   |

### Grupo 4
| Pos | Equipo              | PJ | PG | PE | PP | GF | GC | Dif | Pts |
| --- | ------------------- | -- | -- | -- | -- | -- | -- | --- | --- |
| 1   | Deportes Linares    | 10 | 5  | 4  | 1  | 20 | 10 | +10 | 14  |
| 2   | Deportes Colchagua  | 10 | 3  | 4  | 3  | 16 | 18 | -2  | 12  |
| 3   | Deportes Concepción | 10 | 4  | 5  | 1  | 11 | 6  | +5  | 9   |
| 4   | Fernández Vial      | 10 | 3  | 5  | 2  | 12 | 12 | 0   | 8   |
| 5   | Ñublense            | 10 | 1  | 5  | 4  | 11 | 16 | -5  | 6   |
| 6   | Talagante Ferro     | 10 | 0  | 5  | 5  | 12 | 22 | -10 | 4   |

## Cuartos de final
|  | Cobresal | 7:1 | Deportes Linares |  |  |

|  | Deportes Linares | 1:1 | Cobresal |  |  |

- Cobresal ganó 8-1 en el marcador global.

|  | Deportes Colchagua | 4:2 | Deportes Antofagasta |  |  |

|  | Deportes Antofagasta | 3:1 | Deportes Colchagua |  |  |

- Colchagua ganó por mayores goles de local.

|  | Malleco Unido | 2:0 | Trasandino |  |  |

|  | Trasandino | 3(5):0(4) | Malleco Unido |  |  |

- Trasandino ganó vía lanzamientos penales.

|  | Lota Schwager | 1:1 | Everton |  |  |

|  | Everton | 1(1):1(0) | Lota Schwager |  |  |

- Trasandino ganó en el alargue.

## Liguilla final
| Pos | Equipo             | PJ | PG | PE | PP | GF | GC | Dif | Pts |
| --- | ------------------ | -- | -- | -- | -- | -- | -- | --- | --- |
| 1   | Deportes Colchagua | 3  | 2  | 0  | 1  | 5  | 3  | +2  | 4   |
| 2   | Everton            | 3  | 2  | 0  | 1  | 9  | 6  | +3  | 4   |
| 3   | Cobresal           | 3  | 1  | 1  | 1  | 4  | 5  | -1  | 3   |
| 4   | Trasandino         | 3  | 0  | 1  | 2  | 4  | 8  | -4  | 1   |

## Definición
|  | Everton de Viña del Mar | 2:0 | Colchagua |  |  |

## Campeón
| Chile                             |
| Everton de Viña del Mar 1º título |